# Зволен (округ)
Округ Зво́лен (словац. okres Zvolen) — округ (окрес, район) в Банськобистрицькому краї, центральна Словаччина. Площа округу становить — 759,04 км², на якій проживає — 67 556 осіб (31.12.2009). Середня щільність населення становить — 89,0 осіб/км².

## Статистичні дані

### Населення

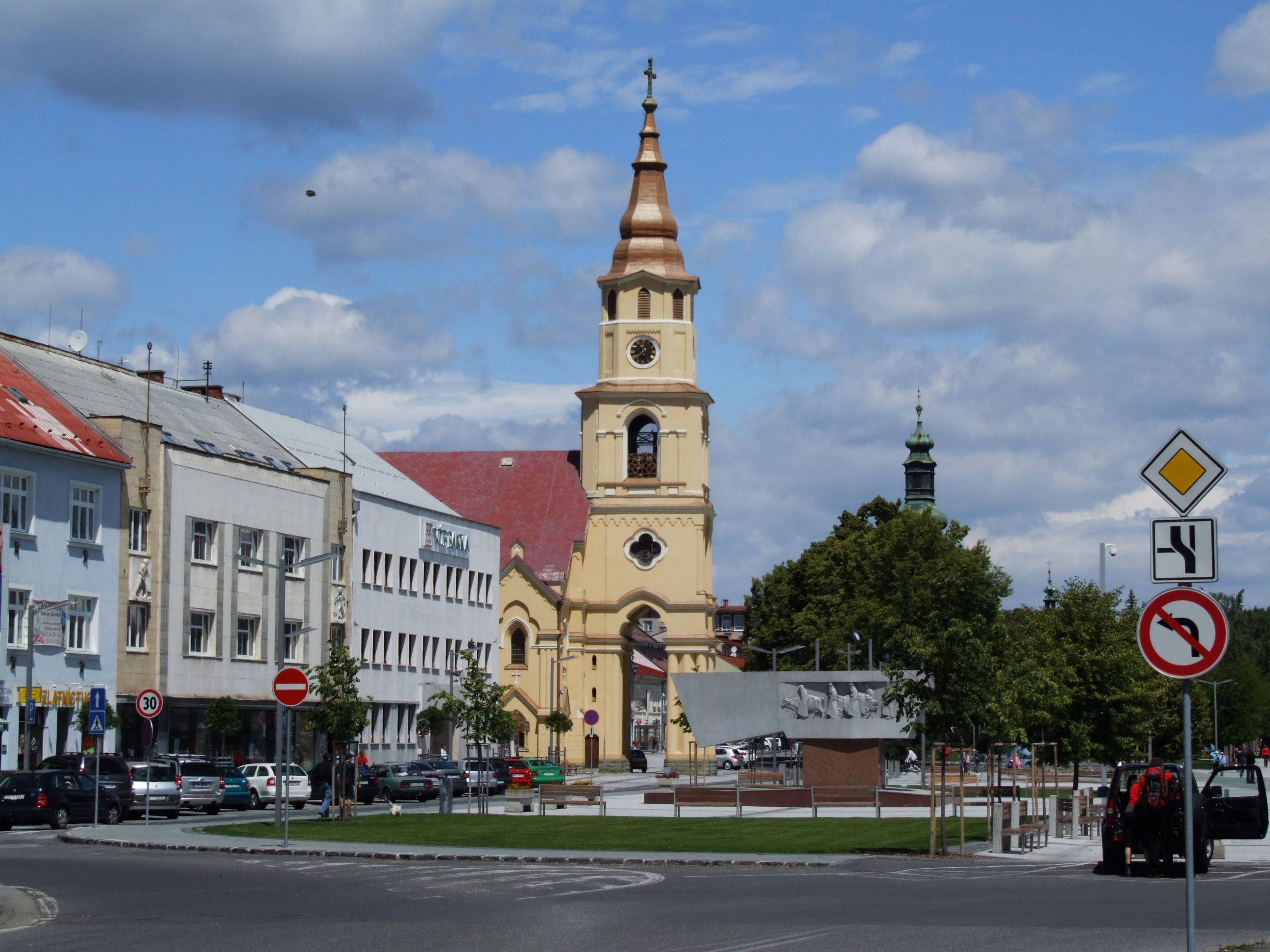
Зволен. Євангельська церква Святої Трійці

| Рік:            | 1994.  | 2004.   | 2014.   | 2024.   |
| --------------- | ------ | ------- | ------- | ------- |
| Кількість осіб: | 67 753 | 67 678  | 69 009  | 65 370  |
| Різниця:        |        | -0,11 % | +1,96 % | -5,27 % |

| Рік:            | 2023.  | 2024.   |
| --------------- | ------ | ------- |
| Кількість осіб: | 65 578 | 65 370  |
| Різниця:        |        | -0,31 % |

Національний склад:
- Словаки — 96,1 %
- Цигани — 1,1 %
- Чехи — 1,0 %
- інші національності — 1,8 %

Конфесійний склад:
- Католики — 51,5 %
- Лютерани — 21,0 %

## Географія
Розташовані Завозька верховина; Туровське передгір'я і Флоховський хребет.
Протікають річка  Турова і Брезницький потік.

## Адміністративний поділ
Адміністративний центр округу — місто Зволен.
До 1918 року, більшість території сучасного краю входила до складу графства Зволен, крім південно-західної частини — яка належала до графства Ґемер Малохонт.

### Міста:
Зволен • Сліач

### Села:
- Бабіна
- Бацуров
- Бзовска Легуотка
- Брезіни
- Будча
- Велика Лука (Словаччина)
- Гронска Брезніца
- Добра Ніва
- Дубове
- Желєзна Брезніца
- Зволенска Слатіна
- Ковачова
- Лешть
- Лєсковець
- Лукавіца
- Міхалкова
- Остра Лука
- Очова
- Плешовці
- Подзамчок
- Саса
- Сєлніца
- Трніє
- Турова